# Baudette
Baudette és una població dels Estats Units a l'estat de Minnesota. Segons el cens del 2000 tenia 1.104 habitants.

## Demografia
Segons el cens del 2000, Baudette tenia 1.104 habitants, 490 habitatges, i 271 famílies. La densitat de població era de 129,2 habitants per km².
Dels 490 habitatges en un 28% hi vivien nens de menys de 18 anys, en un 43,1% hi vivien parelles casades, en un 9,6% dones solteres, i en un 44,5% no eren unitats familiars. En el 41% dels habitatges hi vivien persones soles el 22,2% de les quals corresponia a persones de 65 anys o més que vivien soles. El nombre mitjà de persones vivint en cada habitatge era de 2,16 i el nombre mitjà de persones que vivien en cada família era de 2,97.
Per edats la població es repartia de la següent manera: un 24,7% tenia menys de 18 anys, un 5,9% entre 18 i 24, un 23% entre 25 i 44, un 21,9% de 45 a 60 i un 24,5% 65 anys o més.
L'edat mediana era de 42 anys. Per cada 100 dones de 18 o més anys hi havia 82,2 homes.
La renda mediana per habitatge era de 31.281 $ i la renda mediana per família de 43.000 $. Els homes tenien una renda mediana de 32.500 $ mentre que les dones 22.500 $. La renda per capita de la població era de 16.653 $. Entorn del 6,5% de les famílies i el 9,1% de la població estaven per davall del llindar de pobresa.

## Poblacions més properes
El següent diagrama mostra les poblacions més properes.